# Rhodospatha brachypoda
Rhodospatha brachypoda är en kallaväxtart som beskrevs av George Sydney Bunting. Rhodospatha brachypoda ingår i släktet Rhodospatha och familjen kallaväxter. Inga underarter finns listade.